# Джордж Фолмър
Джордж Фолмър (на английски: George Follmer) е американски пилот от Формула 1, роден е на 27 януари 1934 г. във Финикс, Аризона, САЩ.

## Кариера във Формула 1
Джордж Фолмър дебютира във Формула 1 през 1973 г. в Голямата награда на ЮАР с тима на Шадоу, в световния шампионат на Формула 1 записва 13 участия и печели пет точки и един път се качва на подиума.